# گربه را دم حجله می‌کشند
گربه را دم حجله می‌کشند فیلمی به کارگردانی و نویسندگی داوود اسماعیلی محصول سال ۱۳۴۸ که اقتباسی از نمایشنامه رام کردن زن سرکش اثر ویلیام شکسپیر است.

## خلاصه داستان
مرد جوانی شیفتهٔ دختری است و وی را از والدینش خواستگاری می‌کند اما پدر دختر شرط ازدواج را وصلت خواهر بزرگتر می‌گذارد که دختری سرکش و خودخواه است. مرد جوان در جستجوی مرد با قدرتی برمی‌آید و سرانجام مرد موردنظر را یافته و مرد با رفتار خاص خود از او زنی کامل می‌سازد و بدین ترتیب مرد جوان نیز با دختر مورد علاقه‌اش ازدواج می‌کند.

## بازیگران
- کتایون
- لی‌لی
- جواد قائم مقامی
- منصور سپهرنیا
- حسین گیل
- حمیده خیرآبادی
- لیدوش
- کنعان کیانی
- کارمن